# Chilongius frayjorge
Chilongius frayjorge là một loài nhện trong họ Gnaphosidae.
Loài này thuộc chi Chilongius. Chilongius frayjorge được miêu tả năm 2005 bởi Norman I. Platnick, Mohammad U. Shadab & Sorkin.